# Pseudione kensleyi
Pseudione kensleyi är en kräftdjursart som beskrevs av Williams och Schuerlein 2005. Pseudione kensleyi ingår i släktet Pseudione och familjen Bopyridae. Inga underarter finns listade i Catalogue of Life.